# Титао
Титао (фр. Titao) — город и городская коммуна в Буркина-Фасо, в Северной области страны. Административный центр провинции Лорум.

## География
Титао расположен на севере центральной части страны, на высоте 289 м над уровнем моря. Коммуна включает в себя 7 городских секторов и 39 деревень.

## Население
По данным на 2013 год численность населения города составляла 23 529 человек. Население городской коммуны по данным переписи 2006 года составляет 66 379 человек.
Динамика численности населения города по годам:
| 1996   | 2005   | 2006   | 2013   |
| ------ | ------ | ------ | ------ |
| 13 976 | 17 630 | 18 762 | 23 529 |